# Distretto di Alessandretta
Il distretto di Alessandretta (in turco İskenderun ilçesi) è uno dei distretti della provincia di Hatay, in Turchia.